# Verrucariaceae
Verrucariaceae es una familia de líquenes que se caracteriza por tener el talo crustáceo y los gonidios de color verde intenso, además de no presentar nunca como gonidios clorófitas del orden Trentepohliales. La familia se divide en 21 géneros, los más conocidos de los cuales son Verrucaria, Polyblastia y Staurothele que se diferencian en la configuración de las esporas y en la presencia o ausencia de gonidios himeniales.

## Géneros
Los géneros de esta familia son:
- Agonimia
- Anthracocarpon
- Awasthiella
- Bagliettoa
- Bellemerella
- ?Bogoriella
- Catapyrenium
- Clauzadella
- Clavascidium
- Dermatocarpella
- Dermatocarpon
- Diederimyces
- Endocarpon
- Flakea
- ?Glomerilla
- ?Haleomyces
- Henrica
- Heterocarpon
- Heteroplacidium
- Hydropunctaria
- Involucropyrenium
- Lauderlindsaya
- Leucocarpia
- Merismatium
- Muellerella
- Mycophycias
- Neocatapyrenium
- Norrlinia
- ?Phaeospora
- Placidiopsis
- Placidium
- Placocarpus
- Placopyrenium
- Placothelium
- ?Plurisperma
- Polyblastia
- Psoroglaena
- Rhabdopsora
- Scleropyrenium
- Servitia
- ?Spheconisca
- Staurothele
- Telogalla
- Thelidiopsis
- Thelidium
- ?Trimmatothelopsis
- Verrucaria